# Revelations of the Black Flame
Albums de 1349
Hellfire
(2005)
Revelations of the Black Flame est le quatrième album studio du groupe de Black metal norvégien 1349. L'album est sorti le 25 mai 2009 sous le label Candlelight Records.
Une édition limitée de l'album inclut un disque supplémentaire. Il contient un live du groupe intitulé Works Of Fire - Forces Of Hell Live Stockholm 2005. Comme son nom l'indique, il s'agit d'un concert du groupe enregistré à Stockholm en 2005.
Le titre Set the Controls for the Heart of the Sun est une reprise du groupe de Rock Pink Floyd.

## Musiciens
- Ravn - Chant
- Archaon - Guitare
- Tjalve - Guitare
- Seidemann - Basse
- Frost - Batterie

## Liste des morceaux
1. Invocation - 6:13
2. Serpentine Sibilance - 4:35
3. Horns - 3:04
4. Maggot Fetus... Teeth Like Thorns - 3:46
5. Misanthropy - 3:33
6. Uncreation - 6:59
7. Set the Controls for the Heart of the Sun (reprise du groupe Pink Floyd) - 6:13
8. Solitude - 3:38
9. At the Gate... - 6:52

### Works Of Fire - Forces Of Hell Live Stockholm 2005 (édition limitée)
1. Hellfire - 5:47
2. Chasing Dragons - 6:33
3. Satanic Propaganda - 3:14
4. I Am Abomination - 4:13
5. Manifest - 5:06
6. Slaves to Slaughter - 8:55